# Irena Koleśnik
Irena Koleśnik (ur. 24 grudnia 1938 w Dolinie Prostej (obecnie Białoruś)) – polska rolniczka i polityk, posłanka na Sejm PRL VIII kadencji.

## Życiorys
Uzyskała wykształcenie średnie ogólnokształcące. Po wysiedleniu ze Związku Radzieckiego zamieszkała w Polu. W 1959 wstąpiła do Zjednoczonego Stronnictwa Ludowego, gdzie zasiadała w Wojewódzkim Komitecie w Zielonej Górze. Prowadziła specjalistyczne gospodarstwo rolne. Była także przewodniczącą Koła Gospodyń Wiejskich oraz Kółka Rolniczego, a także radną Gminnej Rady Narodowej. W latach 1980–1985 pełniła mandat posłanki na Sejm PRL VIII kadencji w okręgu zielonogórskim. Zasiadała w Komisji Budownictwa i Przemysłu Materiałów Budowlanych, Komisji Rolnictwa i Przemysłu Spożywczego oraz w Komisji Rolnictwa, Gospodarki Żywnościowej i Leśnictwa.